# Charles Fourier
François Marie Charles Fourier (Besançon, 7 de Abril de 1772 – Paris, 10 de Outubro de 1837)  foi um socialista francês da primeira parte do século XIX, um dos pais do cooperativismo. Foi também um crítico ferrenho do economicismo e do capitalismo de sua época, e adversário da industrialização, da civilização urbana, do liberalismo e da família baseada no matrimônio e na monogamia.
O caráter jovial com que Fourier realizou algumas de suas críticas fez dele um dos grandes satíricos de todos os tempos. Propôs a criação de unidades de produção e consumo — as falanges ou falanstérios — baseadas em uma forma de cooperativismo integral e auto-suficiente, assim como na livre perseguição do que chamava paixões individuais e seu desenvolvimento, o que constituiria um estado que chamava harmonia. Neste sentido antecipa a linhagem do socialismo libertário dentro do movimento socialista, mas também em linhas críticas da moral burguesa e cristã, restritiva do desejo e do prazer — neste sentido, sendo também um dos precursores da psicanálise. Em 1808 Fourier já argumentava abertamente a favor da igualdade de gênero entre homens e mulheres, apesar da palavra feminismo só ter surgido em 1837.
Entusiastas de suas ideias estabeleceram comunidades intencionais nas três Américas. O Falanstério do Saí em Santa Catarina e a Colônia Cecília no Paraná foram experiências práticas inspiradas por Fourier no Brasil, assim como La Réunion no Texas e a Falange Norte-americana em Nova Jersey, nos Estados Unidos.

## Biografia

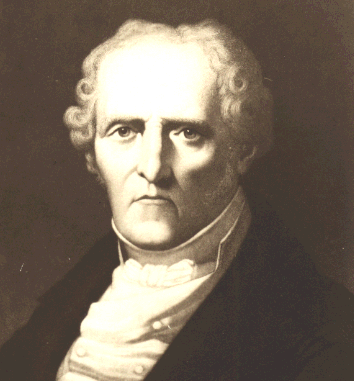
Charles Fourier na senioridade

Nascido em Besançon, filho de um modesto homem de negócios, Fourier estava mais interessado na arquitetura que nos negócios de seu pai. De fato, queria converter-se em engenheiro, mas a Escola de Engenharia Militar aceitava somente filhos da nobreza. Mais tarde Fourier se alegraria em não ter se tornado um engenheiro, porque segundo ele, esta profissão lhe teria consumido muito tempo, afastando-o de seu verdadeiro desejo: ajudar a Humanidade. Em Julho de 1781, logo após a morte de seu pai, Fourier herda dois quintos de sua fortuna, avaliada em mais de 200 000 francos. Esta repentina riqueza lhe permite a liberdade de viajar através da Europa por prazer. Em 1791 muda-se de Besançon para Lyon, onde trabalha para o mercador M. Bousquet. Em suas viagens, vai também a Paris onde trabalha como chefe de Oficina de Estatísticas por alguns meses. Fourier não concordava com viajar para benefícios alheios. A fim de obter conhecimentos em tudo o que pudesse, Fourier mudaria de emprego e residência para experimentar novas coisas. Entre 1791 e 1816 trabalhou em Paris, Ruão, Lyon, Marselha, e Bordéus como viajante de negócios e agente dos correios, período em que não dispunha de muito tempo para suas investigações. Deixando-se "servir à vontade dos mercadores" e da estupefação das tarefas "enganosas e degradantes". Em seus pensamentos havia três elementos principais: as pessoas que conheceu como viajante de negócios, os periódicos e a introspecção. Seu primeiro livro foi publicado em 1808.
Em Abril de 1834 Fourier muda-se para o apartamento de Paris onde morrerá mais tarde, em outubro de 1837. Em 11 de Outubro de 1837, às três da tarde, tem início uma procissão da porta de sua casa até à igreja de Petits-Peres. A cerimônia foi assistida por mais de quatrocentas pessoas de todos os lugares.

## Crítica à "civilização"

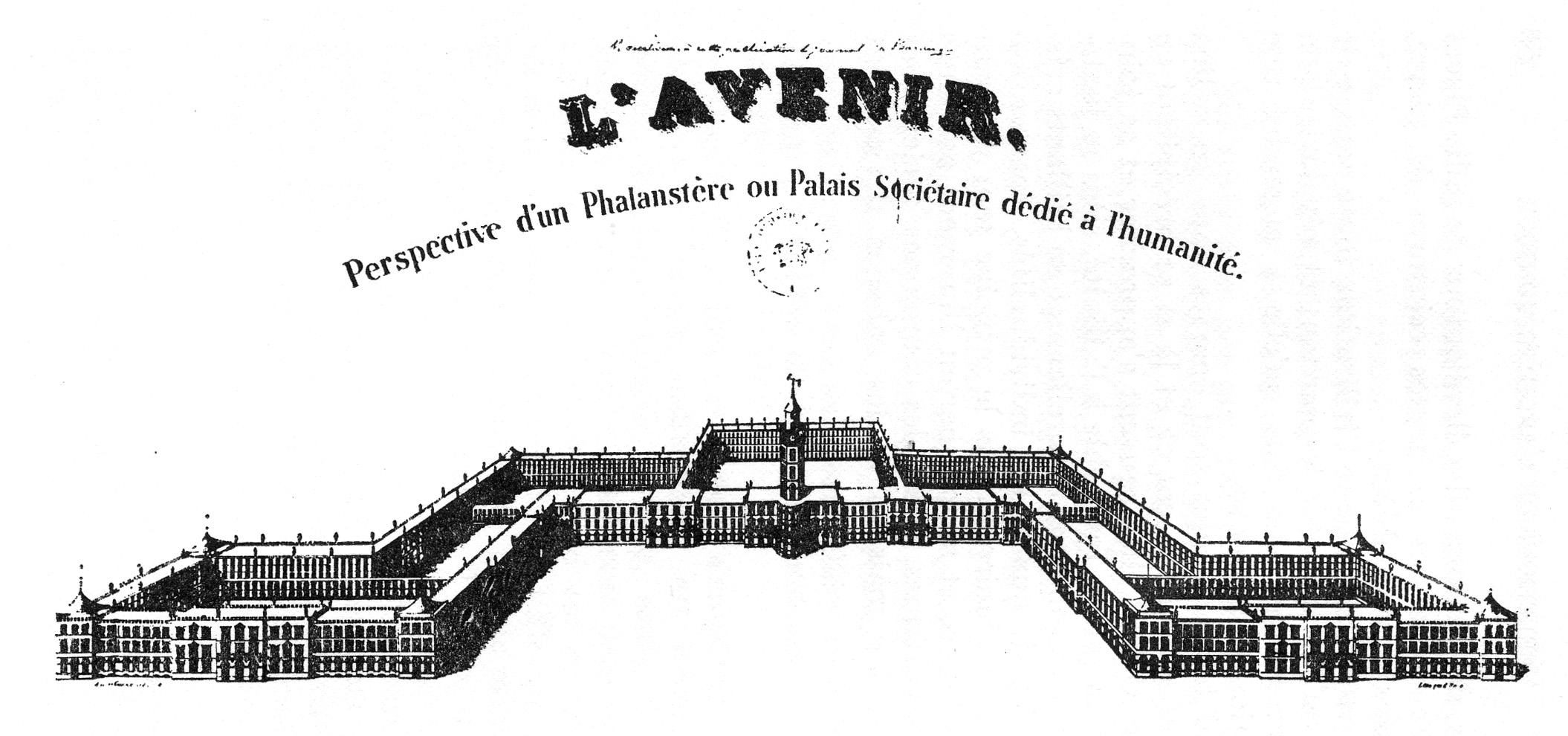
O Falanstério de Fourier em perspectiva. As áreas rurais e os jardins não estão representados

Grande parte das críticas de Fourier são voltadas contra as posições que justificam e perpetuam o sofrimento humano como é o caso do cristianismo, do conservadorismo ou do niilismo.
Nesse sentido que identifica no centro do cristianismo a imagem do pecado original. "Fourier encarna um momento único do pensamento ocidental; levando a crítica à religião, elaborada pelo movimento filosófico, até às últimas consequências lógicas, até o rechaço da moral da família e da hierarquia social e simboliza todo um momento em que a reação pós-revolucionária estava em todo seu apogeu, se sustentando ainda por muito tempo boa parte das conquistas intelectuais do século XVIII". Nesta mesma linha argumentativa vinculava a ideia de civilização a um sentido pejorativo, reconhecendo nesta uma forma social contemporânea a ser superada. Desta forma Fourier transcendida o economicismo de grande parte do pensamento socialista de sua época e de momentos posteriores. Assim não só criticava as estruturas econômicas do capitalismo, mas também a moral inteira da sociedade contemporânea e seus costumes.
Através de seu rechaço à moral pessimista e focada na dor, propunha assumir como foco à felicidade entendida como satisfação dos sentidos, e também como prazer. Tudo isto indo contra o que chamava "o masoquismo mental". Este elemento foi ponto fundamental em sua crítica à estrutura da família nuclear promovida pelo cristianismo, as unidades camponesas e o capitalismo de seu contexto. Dizia que essa estrutura era ao mesmo tempo economicamente absurda e passionalmente absurda. A primeira se devia ao fato da família enquanto unidade econômica não ser capaz de prover sua própria sustentação e necessitava de uma maior cooperação entre um maior número de pessoas assim como o trabalho cooperativo de um número maior de pessoas que é desperdiçado às vezes no trabalho familiar de pequenos grupos. A segunda era porque Fourier afirmava que viver com as mesmas pessoas toda a vida e o tempo todo (e pior no caso de relações amorosas/sexuais com a mesma pessoa por toda a vida) condenava os envolvidos à monotonia e ao tédio, assim como ao conformismo, impedindo um maior desenvolvimento da personalidade se comparado às possibilidades existentes nas relações mais múltiplas de duração diversa.
Nesta perspectiva, a sociedade atual encontraria claramente seu fundamento na hipocrisia ou em uma estrutura basicamente hipócrita. Isto devido ao fato de se ter uma constante contradição entre as palavras e as ações assim como entre os deveres e as aspirações. As pessoas aspiram à realização de seus desejos, no entanto se reprimem e recorrem à moral para se auto-justificarem e reprimir os que quiserem perseguir seus desejos, ou como diria Fourier suas paixões.
Contra esta moral, a qual se atravessa tanto no âmbito da vida doméstica como nas esferas do trabalho, da economia e da política, Fourier afirma abertamente que as paixões não são nocivas mas sim, ao contrário, parte fundamental da natureza humana e assim mesmo elemento necessário para o desenvolvimento da personalidade.
Fourier também denunciou a exploração de que eram vítimas os trabalhadores, as mulheres e crianças, e a desigualdade social de sua época. Foi o primeiro que chegou a afirmar por exemplo que "o grau de emancipação das mulheres em uma sociedade é o termômetro geral através do qual se mede a emancipação geral".

## As paixões e o livre desenvolvimento da personalidade
Hakim Bey na seguinte citação resume a crítica de Fourier à civilização:
As misérias da Civilização têm desviado a Terra e a humanidade de seu próprio destino em um sentido literalmente cósmico. A Paixão, a qual temos aprendido a entender como "o mal", é de fato, virtualmente, o princípio divino. Os seres humanos são estrelas microscópicas, e todas as paixões e desejos (incluindo os "fetiches" e as "perversões") são por natureza não somente boas, mas sim necessárias para a realização do destino dos humanos. No sistema de Harmonia de Fourier todas atividades criativas incluindo a indústria, o artesanato,  a agricultura (etc.) surgiram da libertação da paixão — esta é a famosa teoria do "trabalho atrativo". Fourier sexualiza o próprio trabalho — a vida do Falanstério é uma contínua orgia do sentimento intenso, do pensamento e da atividade, uma sociedade de amantes e selvagens entusiastas. Quando a vida social da terra é harmonizada, nosso planeta voltará a ser incorporado ao universo da Paixão e serão experimentadas vastas transformações na forma do corpo humano, no tempo atmosférico, nos animais e nas plantas, e mesmo nos oceanos.— Hakim Bey, O Oceano de Limonada e os Tempos Modernos, 1991
Fourier afirmava que as paixões são impulsos e necessidades que podem ser desenvolvidas. Contra seus críticos que afirmavam que o desenfreio irracional das paixões poderia ser algo potencialmente suicida, Fourier advertia que um completo abandono às paixões só poderia se dar em harmonia e fazê-lo em civilização seria perigoso. Assim mesmo contra os críticos que diziam que as paixões podem ser também destrutivas dos outros ou malignas ele decidiu fazer uma tendência de paixões ou instâncias passionais harmônicas e outras subversivas. As primeiras quando se realizam não ferem aos outros ou até podem ajudar-lhes a realizarem-se, enquanto que as segundas podem ferir aos outros ou limitá-los. Fourier afirmava que na restrição se promovia a dívida e a escassez de oportunidades de auto-realização tendendo irremediavelmente ao conflito. Num estado de livre expressão da personalidade e de superação desta escassez o conflito irremediavelmente se reduz quando não é eliminado. Por outro lado ele propõe um esquema no qual haveria algumas paixões "distributivas" que eliminam o conflito e também evitam tédio.

## O cooperativismo como alternativa
Não sacrificais a felicidade de hoje em nome da felicidade futura. Desfrutai do momento, evitai toda associação de matrimônio ou de interesse que não satisfaça as vossas paixões no mesmo instante. Por que trabalhar pela felicidade futura, se ela se sobrepõe aos vossos desejos, e, na ordem combinada, tereis apenas um desprazer: o de não poder dobrar a duração dos dias, a fim de que eles comportem o imenso círculo de gozos que tereis a percorrer.— Charles Fourier, Aviso aos civilizados a respeito da próxima metamorfose social, 1808

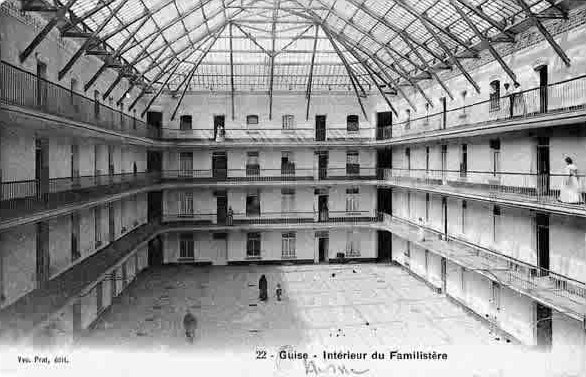
Interior do familistério do fourierista Jean-Baptiste Godin em fins século XIX.

Diante deste panorama Fourier propunha uma alternativa cooperativista. Se se permitisse às pessoas realizar livremente suas inclinações ou paixões se produziria um estado de equilíbrio entre todos, ou como o chamou, harmonia. Como fundamento da tese de Fourier estava a possibilidade de se estabelecer uma sociedade verdadeiramente justa, para a qual propôs a fundação de falanstérios (comunidades); os benefícios obtidos seriam repartidos entre os membros da falange e os capitalistas que houvessem investido dinheiro em sua construção. Uma das cooperativas mais famosas idealizada por Fourier foi a Coopérative des bijoutiers em Doré. Fourier pretendia convencer os capitalistas a proporcionarem recursos necessários para a construção de Falanstérios, no entanto, nenhum deles aceitaria sua proposta.
A Falange e o falanstério teriam as seguintes características:
No lugar dos vastos centros que absorvem as populações, as aldeias, as casas, construídas ao azar no mapa, mal distribuídos, mal traçados seus limites, tão incoerentes em sua distribuição geral como em sua organização particular, a humanidade deve estar agrupada por "comunidades", regulares pelo número de seus habitantes, por sua ordem interior e pelas condições de equilíbrio na relação com outras comunidades, obedecendo todas a leis análogas. Na ordem combinada ou "societária" estas comunidades recebem o nome de "falange", palavra que significa uma ideia de conjunto, de unidade, de vontade e de objeto. A falange deve ser composta de 400 famílias (1600 ou 1800 pessoas, com uma média de densidade das famílias de 4,5). As bases desta associação são: 1.º Todos os habitantes da comunidade, ricos e pobres, formarão parte da associação; o capital social constituirá os imóveis de todos e os móveis e capitais investidos por cada um à sociedade. 2.º Cada associado em troca de seus investimentos, receberá ações que representem o valor exato do que haja investido. 3.º Toda a ação terá hipoteca sobre a parte dos imóveis que represente e sobre a propriedade geral da sociedade. 4.º Todo o associado (se é associado ainda quando não se possuem ações nem capital algum) deve concorrer à exploração do bem comum, com o seu trabalho e com o seu talento. 5.º As mulheres e as crianças entram na sociedade com o mesmo título que os homens. 6.º O beneficio anual, depois de satisfeitos os gastos comuns, será repartido proporcionalmente segundo as três faculdades produtivas: capital, trabalho e "talento". Os fourieristas supõem que esta organização produzirá importantíssimas e fecundas consequências, pois, por exemplo, as 400 famílias reunidas levariam grandes vantagens em substituir seus 400 lugares, que empregam a 400 mulheres, por uma boa cozinha dirigida por umas quantas pessoas hábeis na arte de cozinhar; seus 400 depósitos de grãos por um bom; suas 400 adegas por uma ampla e magnífica etc., etc. A "falange", ou seja a reunião de 400 casinhas, viria com o tempo a se reunir-se em um só edifício; com quatrocentos departamentos com dependências comuns e particulares, e este grande edifício unitário receberá o nome de "falanstério".— Dicionário Enciclopédico Hispano-Americano, verbete Fourierismo

## Principais obras

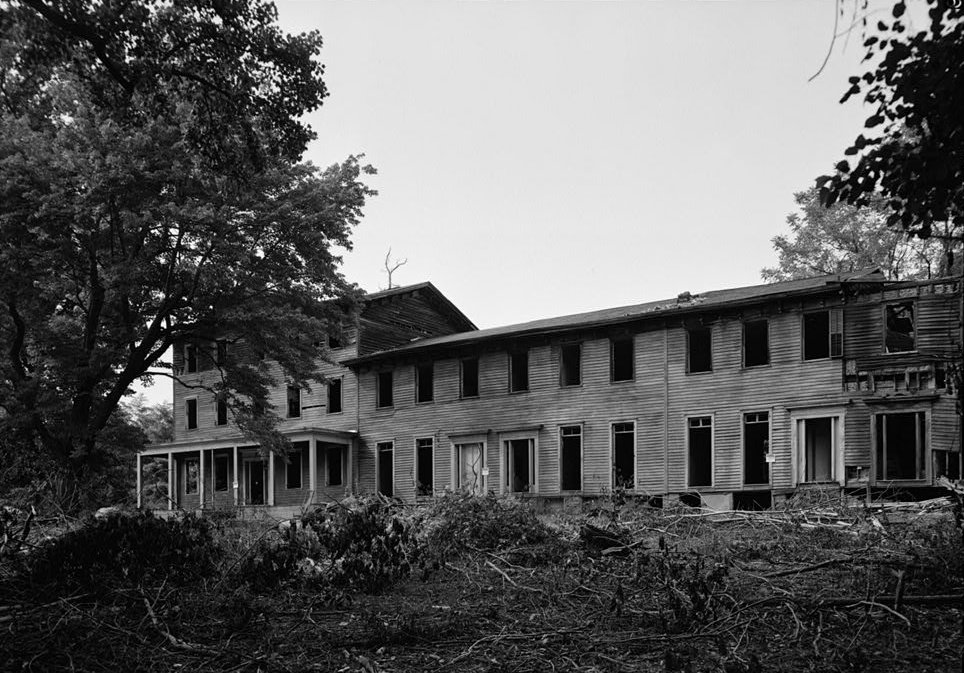
Edifício abandonado da falange Norte-americana, um dos falanstérios erguidos nos Estados Unidos no século XIX.

- Théorie des tromphèthes des Buron (Teoria das trombetas de Buron) (1808)
- Théorie des quatre movements (Teoria dos quatro movimentos) (1808), Fourier divide toda a história anterior em quatro fases: selvageria, barbárie, patriarcado e civilização. Coincidindo esta última fase com o capitalismo burguês do século XIX e cuja origem remonta Fourier ao século XVI e sobre a qual chegaria a afirmar que esta "ordem civilizada eleva a uma forma complexa, ambígua, equívoca e hipócrita todos aqueles vícios que a barbárie praticava em um meio da maior ingenuidade". Também afirma nessa obra que "Na civilização, a miséria brota da própria abundância".
- Traité de l'association doméstique-agricole (Tratado de associação doméstica e agrícola) (1822).
- Le nouveau monde industriel et societaire (O novo mundo industrial e societário) (1829).
- La fausse industrie (A falsa indústria) (1835-1836).
- Le nouveau monde amoureux (O novo mundo amoroso). Tal obra nunca chegou a ser levada à imprensa por Fourier, sendo editada postumamente, só em 1967. Nela descrevia um momento da sociedade em que as paixões de alguns indivíduos se combinariam com as paixões de outros com o qual deixariam de ser perversões. Nesta sociedade seria abolido o comércio, câncer da economia e causa do desperdício e do parasitismo. A indústria se reorientaria; o trabalho se organizaria em pequenas comunidades e se distribuiria sobre a base das aptidões e desejos individuais harmonizados com a coletividade através da serialização dos grupos. Toda a indústria teria como objetivo prover a maior felicidade social possível, e se organizaria de acordo com os princípios de educação harmoniosa: em grupos e séries ordenados de modo a satisfazer o jogo das paixões e caracteres sempre de forma prazerosa (segundo os princípios do trabalho atraente), satisfazendo as necessidades industriais da população, a começar pela alimentação, que é muito mais que nutrição em Harmonia — sobre a Gastrosofia, ela compreende desde o cultivo dos gêneros alimentícios, passando pela conserva, preparação, refeição, degustação, até a própria medicina atraente ou natural que se basearia no conhecimento detalhado "dos 810 caracteres" assim como dos gêneros alimentícios análogos a eles.

## Influência

### Nas revoltas do século XIX e fundação dos falanstérios
As ideias de Fourier tiveram influência nas revoluções populares de 1848 conhecidas como Primavera dos povos através de seguidores como Victor Considérant. A essa época na América do Norte e na América do Sul foram fundadas diversas comunidades intencionais por seguidores, geralmente imigrantes europeus. Entre outros, no Brasil surgiram o Falanstério do Saí em Santa Catarina e a Colônia Cecília no Paraná, enquanto nos Estados Unidos foram erguidos A Utopia, em Ohio, La Réunion no Texas, e a Falange norte-americana em Nova Jersey.
Os escritos de Fourier foram incluídos pela igreja católica no Index Librorum Prohibitorum lista daquelas publicações que a Igreja Católica catalogou como livros perniciosos para a fé. O propósito desta lista era prevenir a leitura de livros ou trabalhos imorais que contivessem erros teológicos ou morais e prevenir da corrupção seus fiéis.

### Marxismo e o rótulo de socialismo utópico

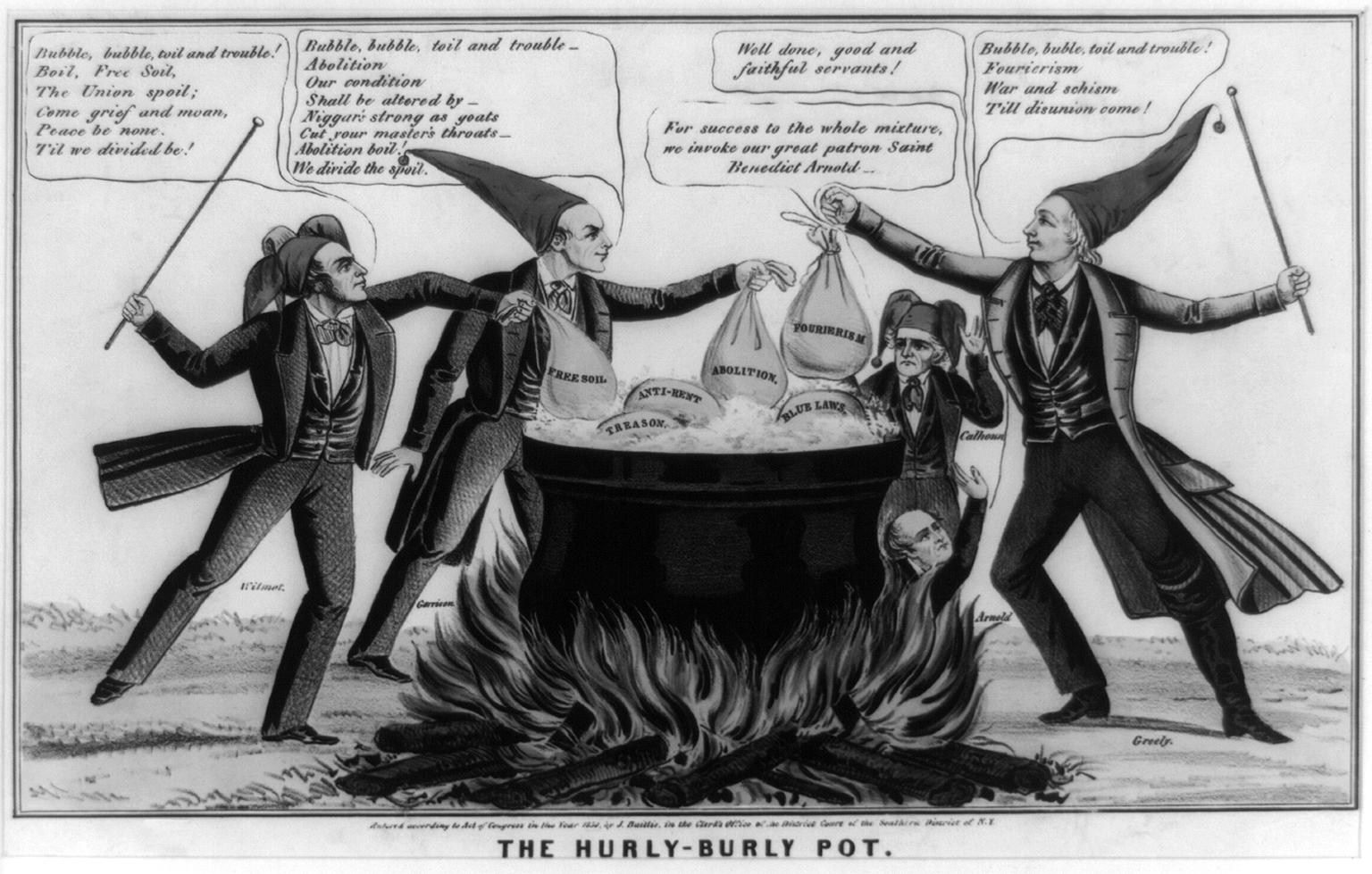
Desenho de jornal estadunidense de 1850 de cunho conservador, satirizando o Fourierismo, o Abolicionismo e outros movimentos progressistas.

Não tardaria para que uma vertente do pensamento progressista se levantasse em crítica ao Fourierismo. Já em seu Manifesto do Partido Comunista os jovens Marx e Engels buscariam de todas as maneiras diferenciar sua proposta de socialismo daquela elaborada por pensadores como por Saint-Simon, Charles Fourier, Louis Blanc e Robert Owen, considerada por eles fantasiosa uma vez que buscava transformar radicalmente a sociedade sem uma ênfase no conflito entre as classes, e através da boa vontade e participação de todos. Neste mesmo sentido os marxistas conferiram ao seu próprio projeto um suposto cunho científico (comunismo científico) que não estaria presente na obra daqueles que rotularam de socialistas utópicos.
Como resultado dessa desqualificação, não só de Fourier como de outros pensadores considerados utópicos, seus trabalhos foram deixados de lado por gerações de marxistas, banidos por essa corrente de pensamento que, em sua suposta cientificidade, se comportava de forma análoga à igreja católica com o seu Index Librorum Prohibitorum. Somente muito tempo depois, na década de 1960, setores marginais do pensamento marxista, a partir da influência dos escritos de Herbert Marcuse, resgatariam a obra de Fourier enquanto fonte de reflexões a ser considerada.
"Fourier, de ti eles zombaram, mas não haverá remédio a se tomar mais dia menos dia que a tua medicina"— André Breton, Ode à Charles Fourier, 1947

### Século XX
Na metade do século XX, as ideias de Fourier interessaram diversos intelectuais socialistas que se encontravam fora do mainstream marxista. Depois que os surrealistas romperam com o Partido Comunista Francês, André Breton escreveu o poema Ode à Charles Fourier em 1947. No livro clássico de freudo-marxismo de Herbert Marcuse da década de cinquenta Eros e a civilização, Fourier é mencionado como representante importante da tradição hedonista.
Não é por acidente que o trabalho de Fourier está se convertendo em tópico outra vez dentro da intelligentsia avant-garde das esquerdas. Como Marx e Engels aceitaram, Fourier foi o primeiro a fazer clara a diferença qualitativa entre a sociedade livre e não livre. E nisto ele jamais retrocedeu, como Marx todavia o fez, ao falar de uma sociedade possível, na qual o trabalho se converte em jogo, uma sociedade na qual até o trabalho socialmente necessário pode ser organizado em harmonia com as necessidades liberadas genuínas do homem.— Herbert Marcuse, na conferência Das Ende der Utopie, 1967.
Em 1969 Raoul Vaneigem — um dos principais membros da Internacional Situacionista — inspirado no texto de Fourier Aviso ao civilizados a respeito da próxima Metamorfose Social dava forma a seu próprio texto Aviso aos civilizados a respeito da autogestão generalizada, no qual defendia enquanto proposta política a radicalização do modelo fourierista.
"A assembleia toda é através de seus representantes, com suas tendências, a que deve estar presente na hora de decidir. Se bem que a destruição do Estado impede essencialmente que se repita o engano do Soviete Supremo, é necessário mais que a simplicidade de organização para garantir a impossibilidade de aparição de uma burocracia. Já que, precisamente, a riqueza das técnicas de comunicação, pretexto para mantimento ou o retorno dos especialistas, permite o controle permanente dos delegados pela base, a confirmação, a correção ou a desaprovação imediatas de suas decisões a todos os níveis. Telex, computadores, televisões, pertencem, por tanto, sem que se possam ceder, às assembleias de base. Realizam sua onipresença. Na composição de um conselho se distinguirá, sem dúvida, conselhos locais, urbanos, regionais, internacionais — o correto será que a assembleia possa eleger e controlar uma seção de equipamento destinada a recolher as demandas de abastecimento, a levantar as possibilidades de produção, a coordenar estes dois setores: uma seção de informação, encarregada de manter uma relação constante com a vida dos outros conselhos; uma seção de coordenação a que incumbe, na mesma medida que as necessidades da luta a permitam, enriquecer as relações intersubjetivas, radicalizar o projeto fourierista, encarregar-se das demandas de satisfação passional, equipar os desejos individuais, oferecer o necessário para os experimentos e aventuras, harmonizar as disponibilidades lúdicas da organização dos trabalhos obrigatórios e gratuitos (serviço de limpeza, cuidar de crianças, educação, concurso de cozinha, etc.); uma seção de autodefesa. Cada seção é responsável ante a assembleia plenária dos delegados (revogáveis e submetidos ao princípio de rotação vertical e nominal) que se reúnem e prestam regularmente seus informes."— Raoul Vaneigem, Aviso aos civilizados a respeito da autogestão generalizada, 1969

### Na contemporaneidade
Contemporaneamente pode-se constatar a grande influência do pensamento de Fourier nos escritos de intelectuais libertários como Hakim Bey, Paul Goodman, Bob Black e P.M..
Em diversas passagens de sua obra, mas principalmente em seu artigo O Oceano de Limonada e os Tempos Modernos, Hakim Bey traz à tona reflexões acerca das experiências fourieristas na constituição de estratégias de comunalismo libertário. 
"A nova Pantarquia Universal e o novo Falanstério Norte-americano será inicialmente uma sociedade experimental de investigações (ainda assim, de homenagem e recriação, fiel ao empoeirado estilo do século XIX!) — mas também, e quem sabe, mais importante, este feito pode se converter em um núcleo de associação. Planejamos fazer excursões aos lugares originais de Modern Times e de outros falanstérios; pretendemos ressuscitar a tradição fourierista dos banquetes; pensamos construir um templo em honra a Fourier e ao Pantarca; pode ser inclusive que cheguemos longe o suficiente para produzir outro boletim de notícias!(…) E talvez nossas investigações realmente nos levem a futuros experimentos mais avançados sobre a criação de zonas autônomas temporárias, tempos e espaços livres escavados nas muralhas da Babilônia — autonomia criativa e camaradagem nas zonas proibidas, locais onde o poder terá 'desaparecido' — E (quem sabe?) pode ser que até mesmo nossas vidas se rendam a este ímpeto de mudança… Um excêntrico? Sim, sou um excêntrico: um pequeno dispositivo que causa revoluções!"— Hakim Bey, O Oceano de Limonada e os Tempos Modernos, 1991
Também é possível perceber a influência de Fourier nos escritos de Gustav Wyneken, Guy Davenport (em sua obra de ficção Maçãs e Peras), bem como na obra do geógrafo David Harvey, no apêndice de seu livro Espaços de Esperança, denominado "Edília, ou faça disso o que quiser", que oferece uma visão utópica pessoal do futuro muito próxima das ideias de Fourier.
No filme Metropolitan de Whit Stillman, o personagem Tom, descrito como um fourierista, debate com outro personagem o sucesso do experimento social conhecido como Brook Farm (Granja Brook), inspirado nas ideias de Fourier.